# George Jones (Musiker)

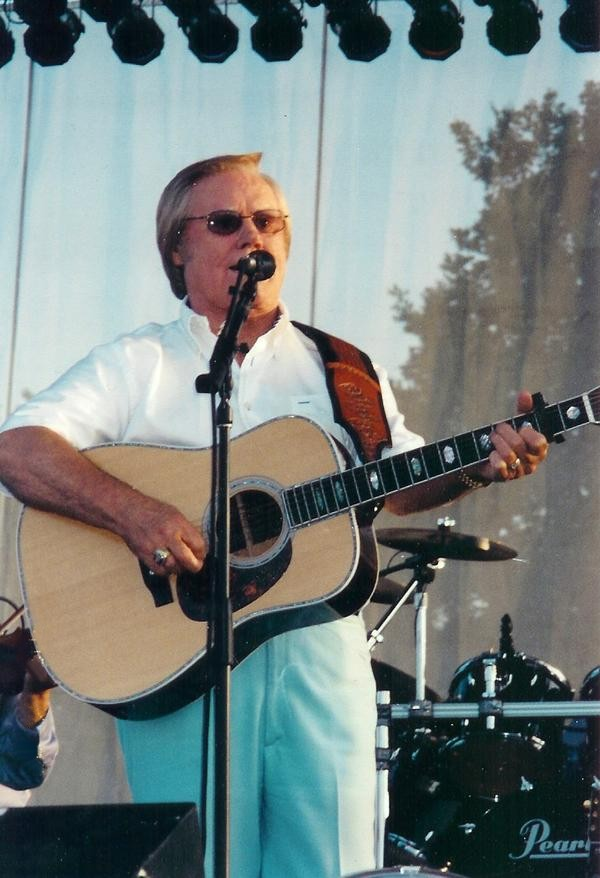
George Jones (2002)

George Glenn Jones (* 12. September 1931 in Saratoga, Texas; † 26. April 2013 in Nashville, Tennessee) war ein US-amerikanischer Country-Musiker. Er gilt als einer der einflussreichsten Künstler und als einer der besten Sänger des Genres. Im Laufe seiner fast sechzig Jahre dauernden Karriere hatte er mehr als 160 Songs in den amerikanische Hitparaden; darunter 13 Nummer-eins-Hits in den Country-Charts.

## Leben

### Kindheit und Jugend
Jones wurde 1931 in Texas geboren. Er stammte wie viele andere Musiker seiner Dekade aus ärmlichen Verhältnissen und wuchs mit einem Bruder und fünf Schwestern auf. Sein Vater George Washington Jones war Werftarbeiter; er spielte Gitarre und Mundharmonika. Seine Mutter Clara Patterson spielte sonntags in einer Kirche Orgel. Mit neun Jahren lernte Jones Gitarre spielen und begann bald darauf, in den Straßen von Beaumont zu musizieren. Mit 19 heiratete er zum ersten Mal. Ein Jahr später wurde er geschieden und vom United States Marine Corps eingezogen.

### Erste Schritte
Nachdem Jones aus der Armee entlassen worden war, lernte er den Country-Sänger Sonny Burns kennen. Mit ihm trat er beim KNUZ Houston Hometown Jamboree auf und absolvierte weitere Auftritte in Bars und Kneipen. Mit Burns zusammen spielte er 1953 bei Starday Records auch seine ersten Platten ein.
Unter der Förderung von Harold Daily, der Teilhaber an der Plattenfirma Starday war und für viele Jahre sein Produzent und Manager wurde, veröffentlichte Jones seine erste Single No Money in This Deal, die ein Misserfolg war, wie auch die folgenden Veröffentlichungen. Erst Why, Baby, Why schaffte es 1955 bis auf Platz vier der Country-Charts. Nach diesem Hit folgten weitere Top-Ten-Platzierungen, und 1959 wurde mit White Lightning die Spitzenposition der Country-Hitparade erreicht. Zwischendurch war Jones unter dem Namen „Thumper“ Jones mit Titeln wie Rock It, How Come It und Who Shot Sam? zum Rockabilly gewechselt.
1962 wechselte er auf Veranlassung seines Managers zu United Artists Records (ein Tochterunternehmen des Filmunternehmens United Artists). Dort nahm er zusammen mit Melba Montgomery eine Serie von recht erfolgreichen Singles auf. 1965 wechselte er erneut die Plattenfirma. Bei Musicor produzierte er eine Vielzahl von Songs und war fast ständig in den Country-Charts vertreten, wenn auch die ganz großen Erfolge selten waren. Seine bekanntesten Hits aus dieser Zeit sind Love Bug und A Good Year for the Roses.
Während der 1960er-Jahre trat Jones verstärkt im Fernsehen auf, so spielte er 1962 in der „Pet Milk“ Grand Ole Opry, wirkte 1965 in dem Musikfilm Country Music on Broadway mit, und trat Ende der 1970er auch in der Sendung That Good Old Nashville Music auf. Auch ein Auftritt in der gewissermaßen als „musikalischer Fels in der Brandung“ geltenden Sendung The Johnny Cash Show wurde absolviert. Zu seinem Repertoire im Fernsehen zählten Hits wie White Lightning, She Thinks I Still Care und sein großer Erfolg The Race Is On. Begleitet wurde Jones lange von seiner Band The Jones Boys mit Freddie Haws als Gitarrist und James Holley am Bass bzw. als Harmonie-Sänger. Zuvor spielte für kurze Zeit Johnny Paycheck auf dieser Position.

### Ehe mit Tammy Wynette
1968, mittlerweile zum zweiten Mal geschieden, zog Jones nach Nashville. Hier begegnete er der zehn Jahre jüngeren Tammy Wynette, die es gerade bis ganz nach oben geschafft hatte. Anfang 1969 heiraten die beiden. Jones wechselte bei dieser Gelegenheit sowohl seinen Manager als auch erneut das Plattenlabel. 1971 unterschrieb er bei Epic Records, der Firma, bei der auch seine Frau unter Vertrag war. Jones und Wynette waren durch ihre Heirat zu Superstars der Country-Szene avanciert. Es wurde eine Reihe von sehr erfolgreichen Duetten produziert, und beide veröffentlichten auch weiterhin Solo-Platten.
Die Ehe kriselte bald. Die beiden starken Persönlichkeiten, die sich nur schwer anpassen und unterordnen konnten, trugen ihre heftigen Streitigkeiten zunehmend in der Öffentlichkeit aus. Hinzu kamen massive Alkoholprobleme bei Jones. In diesem Zusammenhang kam es auch eines Tages zu einem Streit zwischen den Eheleuten, als Wynette die Autoschlüssel aller fünf gemeinsamen PKW an sich nahm, um eine Alkoholfahrt zu unterbinden. Jones rückte jedoch von seinem Vorhaben, in die Stadt zu fahren, nicht ab und erledigte diese Fahrt kurzerhand mit dem Rasenmähertraktor, nicht ohne noch im Rahmen dieses Ausfluges in der Öffentlichkeit seinem Harndrang nachzugeben.
Die gemeinsamen Aufnahmen litten unter den alkoholbedingten Streitigkeiten nicht. Ihre größten Hits waren 1973 We’re Gonna Hold On und 1976 Golden Ring. Wynette verließ Jones 1974; ein Jahr später wurde die Ehe geschieden. Die beiden spielten aber weiterhin gemeinsam Platten ein.

### Die weitere Karriere
Nach der Scheidung verschlimmerten sich Jones’ Alkoholprobleme, hinzu kam eine Kokainabhängigkeit. Er musste häufig wegen Trunkenheit Konzerte absagen. Er handelte sich dafür den Spitznamen „No-Show Jones“ ein. Hitparaden-Erfolge wurden seltener. 1980 schaffte er es mit He Stopped Loving Her Today aber erneut an die Spitze der Country-Charts. Im selben Jahr brachte er das Album I Am What I Am heraus, das sich mehr als eine Million Mal verkaufte und mit Platin ausgezeichnet wurde. Trotz seiner Erfolge schaffte Jones es nicht, von den Drogen wegzukommen. Er randalierte in der Öffentlichkeit und bekam Probleme mit der Polizei.
1983 heiratete er zum vierten Mal. Mit Hilfe seiner Ehefrau Nancy gelang es ihm endlich, seinen Alkoholkonsum zumindest eine Zeitlang unter Kontrolle zu halten. Unterdessen hatten jüngere Country-Sänger das Ruder übernommen. Jones produzierte zwar weiterhin Platten, aber die großen Erfolge blieben aus. 1998 hatte er einen schweren Autounfall, der ihn beinahe sein Leben kostete. Er verbrachte über eine Woche in der Intensivstation.
Nach diesem traumatischen Erlebnis gelang es ihm schließlich, sich aus der Alkohol- und Drogenabhängigkeit zu befreien, immer unterstützt von Nancy. Sein Album Cold Hard Truth, das je zur Hälfte vor und nach dem Unfall entstanden war, gilt heute als eines seiner besten. Einen Teil seiner Verbesserung führte Jones auch auf eine Begegnung mit der Gospel-Sängerin Vestal Goodman zurück, deren Gebete und Worte ihn ermuntert hätten. Der Unfall habe ihn seinen Glauben neu erleben lassen. In den Jahren nach dem Unfall begann Jones auch Gospel-Musik herauszubringen, wobei er Klassiker wie Amazing Grace sang.

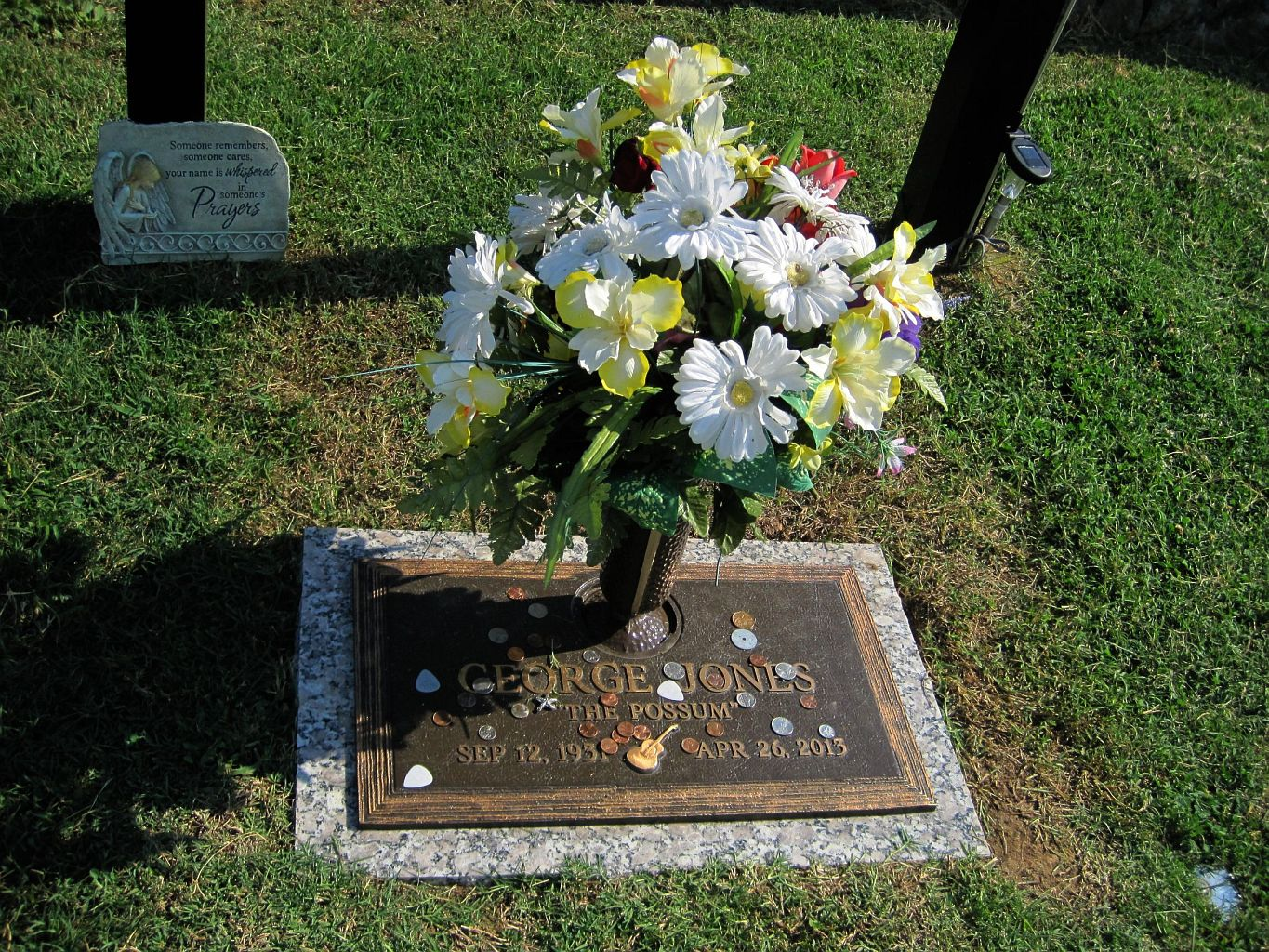
Jones’ Grab in Nashville

1992 erhielt Jones die größte Auszeichnung, die die Country-Musik zu vergeben hat: er wurde in die Country Music Hall of Fame aufgenommen. 1995 veröffentlichte er seine Biografie: I Lived to Tell it All.
George Jones, auch „das Possum“ genannt, bestritt auch im Alter jährlich noch etwa 100 Konzerte. 2008 kam sein Album Burn Your Playhouse Down: The Unreleased Duets wieder auf Platz 15 der Country-Charts, trotz des teilweise beträchtlichen Alters des Materials. Im Frühjahr 2012 musste er wegen einer Atemwegsinfektion zwei Krankenhausaufenthalte überstehen, stand aber bereits im Juni wieder auf der Bühne. Er starb 2013 im Alter von 81 Jahren in einem Krankenhaus in Nashville.

### Bedeutung
Seit seinen ersten Erfolgen galt George Jones als einer der besten Genre-Sänger. Waylon Jennings brachte seine Bedeutung auf den Punkt: „Könnten wir alle so klingen, wie wir wollten, wir würden alle klingen wie George Jones.“ Aber auch über das Genre hinaus war seine Bedeutung als eine der großen Stimmen der USA unumstritten: In einer Umfrage der amerikanischen Ausgabe des Rolling Stone landete er in einer Liste der hundert besten Sänger und Sängerinnen aller Zeiten auf Platz 43 – die Laudatio hielt James Taylor. Lediglich Johnny Cash und Hank Williams landeten aus seinem Genre vor Jones. Keith Richards, der den Song Say It’s Not You im Duett mit ihm aufgenommen hat, zitiert in seinem Buch Life Frank Sinatra: „George Jones ist der zweitbeste Sänger in diesem Land.“ Richards fügt süffisant hinzu: „Und wer ist der beste, Frank?“

## Alben (Auswahl)
Label Starday
- The Grand Ole Opry’s New Star (1957)
- Long Live King George (1958)
- Hillbilly Hit Parade (1958)

Label Mercury
- Country Church Time (1959)
- White Lightning and Other Favorites (1959)
- George Jones Salutes Hank Williams (1960)
- Country and Western Hits (1961)
- From the Heart (1962)

Label Razor & Tie
- George Jones Sings Bob Wills (1962)
- The Sings the Hits of His Country Cousins (1962)
- Homecoming in Heaven (1962)

Label United Artists
- My Favorites of Hank Williams (1962)
- The New Favorites of George Jones (1962)
- Sings More New Favorites (1963)
- I Wish Tonight Would Never End (1963)
- What’s in Our Hearts (1963)
- George Jones Sings Like the Dickens (1964)
- Bluegrass Hootenanny (1964)
- A King & Two Queens (1964)
- I Get Lonely in a Hurry (1965)
- King of Broken Hearts (1965)

Label Musicor
- Old Brush Arbors (1965)
- Mr. Country & Western (1965)
- New Country Hits (1965)
- Famous Country Duets (1965)
- For the First Time! Two Great Singers (1965)
- Recorded in Nashville (1965)
- George Jones and Gene Pitney (1965)
- Country Heart (1966)
- We Found Heaven Right Here on Earth at “4033” (1966)
- I’m a People (1966)
- Love Bug (1966)
- It’s Country Time Again! (1966)
- Cup of Loneliness (1967)
- Hits by George (1967)
- Walk Through This World with Me (1967)
- If My Heart Had Windows (1968)
- The Sings the Songs of Dallas Frazier (1968)
- I’ll Share My World with You
- My Country (1969)
- Where Grass Won’t Grow (1969)
- Will You Visit Me on Sunday? (1970)
- The Great Songs of Leon Payne (1971)
- George Jones with Love (1971)
- The Best of Sacred Music (1971)

Label Epic
- We Go Together (1971)
- Picture of Me Without You (1972)
- George Jones (We Can Make It) (1972)
- Me and the First Lady (1972)
- Nothing Ever Hurt Me (1973)
- We’re Gonna Hold On (1973)
- Battle (1976)
- Alone Again (1976)
- My Very Special Guests (1979)
- I Am What I Am (1980)
- Encore: George Jones & Tammy Wynette (1981)
- Still the Same Ole Me (1981)
- A Taste of Yesterday’s Wine (1982; mit Merle Haggard)
- Jones Country (1983)
- Shine On (1983)
- You’ve Still Got a Place in My Heart (1984)
- By Request (1984)
- Ladies’ Choice (1984)
- First Time Live (1985)
- Who’s Gonna Fill Their Shoes (1985)
- Wine Colored Roses (1986)
- Too Wild Too Long (1987)
- One Woman Man (1989)
- You Oughta Be Here with Me (1990)
- Friends in High Places (1991)

Label MCA
- And Along Came Jones (1991)
- Walls Can Fall (1992)
- High-Tech Redneck (1993)
- Bradley Barn Sessions (1994)
- One (1995)
- I Lived to Tell It All (1996)
- It Don’t Get Any Better Than This (1998)

Label Asylum
- The Cold Hard Truth (1999)

Label Bandit Records
- Hits I Missed and One I Didn’t (2005)
- God’s Country (2006)
- Kickin’ Out the Footlights Again (mit Merle Haggard; 2006)
- Burn Your Playhouse Down: The Unreleased Duets (2008)
- A Collection of My Best Recollection (2009)

## Chartplatzierungen

### Alben
| Jahr | Titel                                                                    | Höchstplatzierung, Gesamtwochen, AuszeichnungChartplatzierungen (Jahr, Titel, Platzierungen, Wochen, Auszeichnungen, Anmerkungen) | Höchstplatzierung, Gesamtwochen, AuszeichnungChartplatzierungen (Jahr, Titel, Platzierungen, Wochen, Auszeichnungen, Anmerkungen) | Anmerkungen                         |
| Jahr | Titel                                                                    | US | Country | Anmerkungen                         |
| ---- | ------------------------------------------------------------------------ | --- | --- | ----------------------------------- |
| 1964 | Singing What’s in Our Heart                                              | — | Country3 (16 Wo.)Country | mit Melba Montgomery                |
| 1964 | Bluegrass Hootenanny                                                     | — | Country12 (12 Wo.)Country | mit Melba Montgomery                |
| 1964 | The Best of George Jones                                                 | — | Country3 (50 Wo.)Country |                                     |
| 1964 | George Jones Sings Like the Dickens!                                     | — | Country6 (24 Wo.)Country |                                     |
| 1964 | I Get Lonely in a Hurry                                                  | — | Country10 (13 Wo.)Country |                                     |
| 1964 | Blue & Lonesome                                                          | — | Country11 (7 Wo.)Country |                                     |
| 1965 | The Race Is On                                                           | US149 (2 Wo.)US | Country3 (18 Wo.)Country |                                     |
| 1965 | George Jones & Gene Pitney                                               | US141 (4 Wo.)US | Country3 (20 Wo.)Country | mit Gene Pitney                     |
| 1965 | Mr. Country and Western Music                                            | — | Country13 (5 Wo.)Country |                                     |
| 1965 | New Country Hits                                                         | — | Country5 (15 Wo.)Country |                                     |
| 1965 | It’s Country Time Again!                                                 | — | Country17 (4 Wo.)Country |                                     |
| 1966 | We Found Heaven Right Here on Earth at “4033”                            | — | Country3 (22 Wo.)Country |                                     |
| 1966 | Golden Hits                                                              | — | Country8 (18 Wo.)Country |                                     |
| 1966 | I’m a People                                                             | — | Country1 (20 Wo.)Country | 2 Wochen auf Platz 1                |
| 1966 | Love Bug                                                                 | — | Country7 (14 Wo.)Country |                                     |
| 1966 | Close Together (As You and Me)                                           | — | Country28 (8 Wo.)Country |                                     |
| 1967 | George Jones’ Greatest Hits                                              | — | Country16 (44 Wo.)Country |                                     |
| 1967 | Golden Hits Volume 2                                                     | — | Country10 (11 Wo.)Country |                                     |
| 1967 | Walk Through This World with Me                                          | — | Country2 (22 Wo.)Country |                                     |
| 1967 | Let’s Get Together                                                       | — | Country37 (9 Wo.)Country |                                     |
| 1967 | Hits by George                                                           | — | Country9 (28 Wo.)Country |                                     |
| 1968 | George Jones Sings the Songs of Dallas Frazier                           | — | Country13 (15 Wo.)Country |                                     |
| 1968 | If My Heart Had Windows                                                  | — | Country12 (11 Wo.)Country |                                     |
| 1968 | The George Jones Story                                                   | — | Country18 (13 Wo.)Country |                                     |
| 1969 | My Country                                                               | — | Country36 (7 Wo.)Country |                                     |
| 1969 | I’ll Share My World with You                                             | US185 (5 Wo.)US | Country5 (14 Wo.)Country |                                     |
| 1970 | Where Grass Won’t Grow                                                   | — | Country21 (15 Wo.)Country |                                     |
| 1970 | Will You Visit Me on Sunday                                              | — | Country44 (2 Wo.)Country |                                     |
| 1971 | George Jones with Love                                                   | — | Country9 (16 Wo.)Country |                                     |
| 1971 | George Jones Sings the Great Songs of Leon Payne                         | — | Country26 (6 Wo.)Country |                                     |
| 1972 | Me and the First Lady                                                    | — | Country6 (17 Wo.)Country | mit Tammy Wynette                   |
| 1972 | George Jones                                                             | — | Country10 (18 Wo.)Country |                                     |
| 1973 | A Picture of Me (Without You)                                            | — | Country3 (16 Wo.)Country |                                     |
| 1973 | Let’s Build a World Together                                             | — | Country12 (12 Wo.)Country | mit Tammy Wynette                   |
| 1973 | Nothing Ever Hurt Me (Half as Bad as Losing You)                         | — | Country12 (12 Wo.)Country |                                     |
| 1973 | Best of George Jones Vol. II                                             | — | Country26 (12 Wo.)Country |                                     |
| 1974 | We’re Gonna Hold On                                                      | — | Country3 (25 Wo.)Country | mit Tammy Wynette                   |
| 1974 | The Grand Tour                                                           | — | Country11 (9 Wo.)Country |                                     |
| 1974 | In a Gospel Way                                                          | — | Country42 (3 Wo.)Country |                                     |
| 1974 | George Jones Sings His Songs                                             | — | Country31 (6 Wo.)Country |                                     |
| 1975 | George & Tammy & Tina                                                    | — | Country37 (4 Wo.)Country | mit Tammy Wynette und Tina          |
| 1975 | The Best of the Best                                                     | — | Country40 (2 Wo.)Country |                                     |
| 1975 | Memories of Us                                                           | — | Country43 (3 Wo.)Country |                                     |
| 1976 | The Battle                                                               | — | Country36 (7 Wo.)Country |                                     |
| 1976 | Golden Ring                                                              | — | Country1 (28 Wo.)Country | eine Woche auf Platz 1              |
| 1976 | Alone Again                                                              | — | Country9 (16 Wo.)Country |                                     |
| 1977 | I Wanta Sing                                                             | — | Country38 (6 Wo.)Country |                                     |
| 1977 | All-time Greatest Hits-volume 1                                          | — | Country31 (7 Wo.)Country |                                     |
| 1978 | Bartender Blues                                                          | — | Country34 (8 Wo.)Country |                                     |
| 1978 | Greatest Hits                                                            | US— GoldUS | Country23 (21 Wo.)Country | mit Tammy Wynette                   |
| 1979 | My Very Special Guests                                                   | — | Country38 (16 Wo.)Country |                                     |
| 1980 | Together Again                                                           | — | Country26 (14 Wo.)Country | mit Tammy Wynette                   |
| 1980 | Double Trouble                                                           | — | Country45 (16 Wo.)Country | mit Johnny Paycheck                 |
| 1980 | I Am What I Am                                                           | US132 Platin · (14 Wo.)US | Country7 (129 Wo.)Country |                                     |
| 1981 | Encore                                                                   | — | Country43 (32 Wo.)Country |                                     |
| 1981 | Still the Same Ole Me                                                    | US115 Gold · (14 Wo.)US | Country3 (51 Wo.)Country |                                     |
| 1982 | Anniversary, Ten Years of Hits                                           | US— GoldUS | Country16 (44 Wo.)Country |                                     |
| 1982 | A Taste of Yesterday’s Wine                                              | US123 (12 Wo.)US | Country4 (52 Wo.)Country | mit Merle Haggard                   |
| 1983 | Shine On                                                                 | — | Country7 (33 Wo.)Country |                                     |
| 1984 | Jones Country                                                            | — | Country27 (27 Wo.)Country |                                     |
| 1984 | You’ve Still Got a Place in My Heart                                     | — | Country17 (23 Wo.)Country |                                     |
| 1984 | By Request                                                               | — | Country33 (21 Wo.)Country |                                     |
| 1985 | Who’s Gonna Fill Their Shoes                                             | — | Country6 (54 Wo.)Country |                                     |
| 1985 | First Time Live                                                          | — | Country45 (6 Wo.)Country |                                     |
| 1985 | Ladies Choice                                                            | — | Country25 (27 Wo.)Country |                                     |
| 1986 | Wine Colored Roses                                                       | US— GoldUS | Country5 (66 Wo.)Country |                                     |
| 1987 | Walking the Line                                                         | — | Country39 (11 Wo.)Country | mit Merle Haggard und Willie Nelson |
| 1987 | Super Hits                                                               | US56 Gold · (18 Wo.)US | Country26 (30 Wo.)Country | Billboard-200-Platzierung von 2013  |
| 1989 | One Woman Man                                                            | — | Country13 (49 Wo.)Country |                                     |
| 1990 | You Oughta Be Here with Me                                               | — | Country35 (10 Wo.)Country |                                     |
| 1991 | Friends in High Places                                                   | — | Country72 (3 Wo.)Country |                                     |
| 1991 | And Along Came Jones                                                     | US148 (10 Wo.)US | Country22 (25 Wo.)Country |                                     |
| 1992 | Walls Can Fall                                                           | US77 Gold · (20 Wo.)US | Country24 (24 Wo.)Country |                                     |
| 1993 | High-Tech Redneck                                                        | US124 Gold · (11 Wo.)US | Country30 (21 Wo.)Country |                                     |
| 1995 | Bradley’s Barn Sessions                                                  | US142 (4 Wo.)US | Country23 (22 Wo.)Country |                                     |
| 1995 | One                                                                      | US117 (13 Wo.)US | Country12 (21 Wo.)Country | mit Tammy Wynette                   |
| 1996 | I Lived to Tell It All                                                   | US171 (2 Wo.)US | Country26 (9 Wo.)Country |                                     |
| 1998 | It Don’t Get Any Better Than This                                        | — | Country37 (16 Wo.)Country |                                     |
| 1998 | Too Wild Too Long                                                        | — | Country14 (25 Wo.)Country |                                     |
| 1998 | Cold Hard Truth                                                          | US53 Gold · (25 Wo.)US | Country5 (61 Wo.)Country |                                     |
| 1999 | 16 Biggest Hits                                                          | US42 Gold · (8 Wo.)US | Country50 (67 Wo.)Country | Billboard-200-Platzierung von 2013  |
| 2000 | Live with the Possum                                                     | — | Country72 (2 Wo.)Country |                                     |
| 2001 | The Rock: Stone Cold Country 2001                                        | US65 (7 Wo.)US | Country5 (33 Wo.)Country |                                     |
| 2003 | The Gospel Collection: George Jones Sings the Greatest Stories Ever Told | US131 (7 Wo.)US | Country19 (26 Wo.)Country |                                     |
| 2004 | 50 Years of Hits                                                         | US118 Gold · (3 Wo.)US | Country20 (22 Wo.)Country |                                     |
| 2005 | Hits I Missed … And One I Didn’t                                         | US79 (12 Wo.)US | Country13 (22 Wo.)Country |                                     |
| 2006 | Jones Sings Haggard, Haggard Sings Jones                                 | US119 (4 Wo.)US | Country25 (16 Wo.)Country |                                     |
| 2006 | God’s Country: George Jones and Friends                                  | — | Country58 (4 Wo.)Country |                                     |
| 2008 | Burn Your Playhouse Down: The Unreleased Duets                           | US79 (4 Wo.)US | Country15 (10 Wo.)Country |                                     |
| 2009 | A Collection of My Best Recollection                                     | US88 (4 Wo.)US | Country22 (15 Wo.)Country |                                     |
| 2010 | The Great Lost Hits                                                      | — | Country52 (7 Wo.)Country |                                     |
| 2011 | Hits                                                                     | — | Country39 (8 Wo.)Country |                                     |
| 2013 | The Great LOST Hits                                                      | — | Country35 (10 Wo.)Country |                                     |
| 2013 | 10 Great Songs                                                           | — | Country56 (3 Wo.)Country |                                     |
| 2013 | Heartaches and Hangovers                                                 | — | Country57 (5 Wo.)Country |                                     |
| 2013 | Country: George Jones                                                    | — | Country35 (28 Wo.)Country |                                     |
| 2013 | Amazing Grace                                                            | — | Country34 (8 Wo.)Country |                                     |
| 2013 | The Essential George Jones                                               | US92 (1 Wo.)US | — |                                     |
| 2013 | The Classic Christmas Album                                              | — | Country72 (1 Wo.)Country | mit Tammy Wynette                   |

### Singles
In der Tabelle sind die Titel angegeben, die sich in den US-Hot-100- und die, die sich in den Hot-Country-Songs-Charts platzieren konnten. Es sind insgesamt 162 Lieder erfasst, von denen es 75 in die Top 10 und 13 auf Platz 1 der Country-Charts schafften. Sieben Titel konnten sich in den Hot-100-Charts platzieren.

| Jahr | Titel Album                                                                         | Höchstplatzierung, Gesamtwochen, AuszeichnungChartplatzierungen (Jahr, Titel, Album, Platzierungen, Wochen, Auszeichnungen, Anmerkungen) | Höchstplatzierung, Gesamtwochen, AuszeichnungChartplatzierungen (Jahr, Titel, Album, Platzierungen, Wochen, Auszeichnungen, Anmerkungen) | Anmerkungen                                                           |
| Jahr | Titel Album                                                                         | US | Country | Anmerkungen                                                           |
| ---- | ----------------------------------------------------------------------------------- | --- | --- | --------------------------------------------------------------------- |
| 1955 | Why Baby Why The Grand Ole Opry’s New Star                                          | — | Country4 (14 Wo.)Country |                                                                       |
| 1956 | What Am I Worth The Grand Ole Opry’s New Star                                       | — | — |                                                                       |
| 1956 | You Gotta Be My Baby The Grand Ole Opry’s New Star                                  | — | — |                                                                       |
| 1956 | Just One More 14 Top Country Favorites                                              | — | — |                                                                       |
| 1957 | Don’t Stop the Music 14 Top Country Favorites                                       | — | Country15 (1 Wo.)Country |                                                                       |
| 1957 | Too Much Water 14 Top Country Favorites                                             | — | Country13 (5 Wo.)Country |                                                                       |
| 1958 | Color of the Blues Blue & Lonesome                                                  | — | — |                                                                       |
| 1958 | Treasure of Love –                                                                  | — | Country6 (16 Wo.)Country |                                                                       |
| 1958 | If I Don’t Love You (Grits Ain’t Groceries) –                                       | — | Country29 (1 Wo.)Country | B-Seite von Treasure of Love                                          |
| 1959 | White Lightning White Lightning and Other Favorites                                 | US73 (5 Wo.)US | Country1 (22 Wo.)Country | 5 Wochen auf Platz 1                                                  |
| 1959 | Who Shot Sam –                                                                      | US93 (3 Wo.)US | Country7 (13 Wo.)Country |                                                                       |
| 1959 | Big Harlan Taylor Singing the Blues                                                 | — | Country19 (12 Wo.)Country |                                                                       |
| 1959 | Money to Burn –                                                                     | — | Country15 (12 Wo.)Country | B-Seite von Big Harlan Taylor                                         |
| 1960 | Accidently on Purpose The Fabulous Country Music Sound                              | — | Country16 (12 Wo.)Country |                                                                       |
| 1960 | Sparkling Brown Eyes –                                                              | — | Country30 (1 Wo.)Country | B-Seite von Accidentally On Purpose                                   |
| 1960 | Out of Control Country and Western No. 1 Male Singer                                | — | Country25 (2 Wo.)Country |                                                                       |
| 1960 | The Window up Above Sings Country and Western Hits                                  | — | Country2 (34 Wo.)Country |                                                                       |
| 1961 | Family Bible Cup of Loneliness                                                      | — | Country16 (2 Wo.)Country |                                                                       |
| 1961 | Tender Years Sings from the Heart                                                   | US76 (4 Wo.)US | Country1 (32 Wo.)Country | 7 Wochen auf Platz 1                                                  |
| 1961 | Did I Ever Tell You Duets Country Style                                             | — | Country15 (3 Wo.)Country | mit Margie Singleton                                                  |
| 1962 | Aching, Breaking Heart Sings from the Heart                                         | — | Country5 (12 Wo.)Country |                                                                       |
| 1962 | Waltz of the Angels Duets Country Style                                             | — | Country11 (10 Wo.)Country | mit Margie Singleton                                                  |
| 1962 | She Thinks I Still Care The New Favorites of George Jones                           | — | Country1 (23 Wo.)Country | 6 Wochen auf Platz 1                                                  |
| 1962 | Sometimes You Just Can’t Win –                                                      | — | Country17 (23 Wo.)Country | B-Seite von She Thinks I Still Care                                   |
| 1962 | You’re Still on My Mind Country and Western No. 1 Male Singer                       | — | Country28 (1 Wo.)Country | Promo-Single                                                          |
| 1962 | Open Pit Mine The New Favorites of George Jones                                     | — | Country13 (11 Wo.)Country |                                                                       |
| 1962 | A Girl I Used To Know Sings More New Favorites                                      | — | Country3 (18 Wo.)Country | als George Jones and the Jones Boys                                   |
| 1962 | Big Fool of the Year –                                                              | — | Country13 (9 Wo.)Country | als George Jones and the Jones Boys B-Seite von A Girl I Used To Know |
| 1963 | Not What I Had in Mind Sings More New Favorites                                     | — | Country7 (18 Wo.)Country | George Jones and the Jones Boys                                       |
| 1963 | I Saw Me –                                                                          | — | Country29 (1 Wo.)Country | B-Seite von Not What I Had in Mind                                    |
| 1963 | You Comb Her Hair Sings More New Favorites                                          | — | Country5 (22 Wo.)Country |                                                                       |
| 1963 | We Must Have Been out of Our Minds What’s in Our Heart                              | — | Country3 (28 Wo.)Country | mit Melba Montgomery                                                  |
| 1963 | Let’s Invite Them Over What’s in Our Heart                                          | — | Country17 (7 Wo.)Country | mit Melba Montgomery                                                  |
| 1963 | What’s in Our Heart                                                                 | — | Country20 (5 Wo.)Country | mit Melba Montgomery B-Seite von Let’s Invite Them Over               |
| 1964 | The Last Town I Painted The Ballad Side                                             | — | Country39 (3 Wo.)Country | Promo-Single                                                          |
| 1964 | Your Heart Turned Left (And I Was on the Right) Sings More New Favorites            | — | Country5 (18 Wo.)Country |                                                                       |
| 1964 | My Tears Are Overdue –                                                              | — | Country15 (9 Wo.)Country | B-Seite von Your Heart Turned Left (And I Was on the Right)           |
| 1964 | Where Does a Little Tear Come From I Get Lonely in a Hurry                          | — | Country10 (16 Wo.)Country |                                                                       |
| 1964 | Something I Dreamed –                                                               | — | Country31 (7 Wo.)Country | B-Seite von Where Does a Little Tear Come From                        |
| 1964 | The Race Is On I Get Lonely in a Hurry                                              | — | Country3 (28 Wo.)Country |                                                                       |
| 1964 | Please Be My Love Bluegrass Hootenanny                                              | — | Country31 (5 Wo.)Country | mit Melba Montgomery                                                  |
| 1964 | Multiply the Heartaches What’s in Our Heart                                         | — | Country25 (15 Wo.)Country | mit Melba Montgomery                                                  |
| 1965 | Least of All I Get Lonely in a Hurry                                                | — | Country15 (15 Wo.)Country |                                                                       |
| 1965 | Love Bug                                                                            | — | Country6 (18 Wo.)Country |                                                                       |
| 1965 | Take Me Love Bug                                                                    | — | Country8 (18 Wo.)Country |                                                                       |
| 1965 | Wrong Number Sings More New Favorites                                               | — | Country14 (12 Wo.)Country | Promo-Single                                                          |
| 1965 | What’s Money –                                                                      | — | Country40 (3 Wo.)Country |                                                                       |
| 1965 | Things Have Gone to Pieces For the First Time Two Stars Together                    | — | Country9 (21 Wo.)Country | mit Gene Pitney                                                       |
| 1965 | I’ve Got Five Dollars and It’s Saturday Night For the First Time Two Stars Together | US99 (1 Wo.)US | Country16 (10 Wo.)Country | mit Gene Pitney                                                       |
| 1965 | Louisiana Man It’s Country Time Again                                               | — | Country25 (7 Wo.)Country | mit Gene Pitney                                                       |
| 1965 | Big Job For the First Time Two Stars Together                                       | — | Country50 (2 Wo.)Country | mit Gene Pitney                                                       |
| 1966 | I’m a People                                                                        | — | Country6 (17 Wo.)Country |                                                                       |
| 1966 | World’s Worst Loser Race Is On                                                      | — | Country46 (3 Wo.)Country | Promo-Single                                                          |
| 1966 | That’s All It Took It’s Country Time Again                                          | — | Country47 (3 Wo.)Country | mit Gene Pitney                                                       |
| 1966 | Old Brush Arbors                                                                    | — | Country30 (7 Wo.)Country |                                                                       |
| 1966 | Four-O-Thirty Three We Found Heaven Right Here On Earth At "4033"                   | — | Country5 (16 Wo.)Country |                                                                       |
| 1966 | Close Together (As You and Me) –                                                    | — | Country70 (3 Wo.)Country | mit Melba Montgomery                                                  |
| 1967 | Walk Through This World with Me We Found Heaven Right Here On Earth At "4033"       | — | Country2 (22 Wo.)Country | 2 Wochen auf Platz 1                                                  |
| 1967 | I Can’t Get There from Here Sings The Songs Of Dallas Frazier                       | — | Country5 (17 Wo.)Country |                                                                       |
| 1967 | Party Pickin’                                                                       | — | Country24 (10 Wo.)Country | mit Melba Montgomery                                                  |
| 1967 | If My Heart Had Windows                                                             | — | Country7 (18 Wo.)Country |                                                                       |
| 1968 | Say It’s Not You If My Heart Had Windows                                            | — | Country8 (14 Wo.)Country |                                                                       |
| 1968 | Small Time Laboring Man Cup of Loneliness                                           | — | Country35 (11 Wo.)Country |                                                                       |
| 1968 | As Long as I Live My Country                                                        | — | Country3 (13 Wo.)Country |                                                                       |
| 1968 | Milwaukee, Here I Come I’ll Share My World with You                                 | — | Country12 (12 Wo.)Country | mit Brenda Carter                                                     |
| 1968 | When the Grass Grows Over Me I’ll Share My World with You                           | — | Country2 (17 Wo.)Country |                                                                       |
| 1969 | I’ll Share My World with You                                                        | — | Country2 (18 Wo.)Country |                                                                       |
| 1969 | If Not for You Where Grass Won’t Grow                                               | — | Country6 (14 Wo.)Country |                                                                       |
| 1969 | She’s Mine Where Grass Won’t Grow                                                   | — | Country40 (2 Wo.)Country |                                                                       |
| 1969 | No Blues Is Good News –                                                             | — | Country72 (1 Wo.)Country | B-Seite von She’s Mine                                                |
| 1970 | Where Grass Won’t Grow                                                              | — | Country28 (10 Wo.)Country |                                                                       |
| 1970 | Tell Me My Lying Eyes Are Wrong The Best of George Jones                            | — | Country13 (14 Wo.)Country |                                                                       |
| 1970 | A Good Year for the Roses George Jones with Love                                    | — | Country2 (15 Wo.)Country |                                                                       |
| 1971 | Sometimes You Just Can’t Win First in the Hearts of Country Music Lovers            | — | Country10 (18 Wo.)Country |                                                                       |
| 1971 | Right Won’t Touch a Hand First in the Hearts of Country Music Lovers                | — | Country7 (14 Wo.)Country |                                                                       |
| 1971 | I’ll Follow You (Up to Our Cloud) George Jones with Love                            | — | Country13 (12 Wo.)Country |                                                                       |
| 1971 | Take Me We Go Together                                                              | — | Country9 (13 Wo.)Country | mit Tammy Wynette                                                     |
| 1972 | We Can Make It George Jones (We Can Make It)                                        | — | Country6 (14 Wo.)Country |                                                                       |
| 1972 | Loving You Could Never Be Better George Jones (We Can Make It)                      | — | Country2 (14 Wo.)Country |                                                                       |
| 1972 | A Day in the Life of a Fool George Jones with Love                                  | — | Country30 (8 Wo.)Country |                                                                       |
| 1972 | A Picture of Me (Without You)                                                       | — | Country5 (16 Wo.)Country |                                                                       |
| 1972 | The Ceremony Me and the First Lady                                                  | — | Country6 (15 Wo.)Country | mit Tammy Wynette                                                     |
| 1972 | Old Fashioned Singing We Love to Sing About Jesus                                   | — | Country38 (9 Wo.)Country | mit Tammy Wynette                                                     |
| 1972 | Wrapped Around Her Finger                                                           | — | Country46 (7 Wo.)Country |                                                                       |
| 1973 | What My Woman Can’t Do Nothing Ever Hurt Me (Half as Bad as Losing You)             | — | Country6 (14 Wo.)Country |                                                                       |
| 1973 | Let’s Build a World Together                                                        | — | Country32 (9 Wo.)Country | mit Tammy Wynette                                                     |
| 1973 | Nothing Ever Hurt Me (Half as Bad as Losing You)                                    | — | Country7 (13 Wo.)Country |                                                                       |
| 1973 | We’re Gonna Hold On                                                                 | — | Country1 (17 Wo.)Country | mit Tammy Wynette 2 Wochen auf Platz 1                                |
| 1973 | Once You’ve Had the Best Nothing Ever Hurt Me (Half as Bad as Losing You)           | — | Country3 (17 Wo.)Country |                                                                       |
| 1974 | (We’re Not) The Jet Set We’re Gonna Hold On                                         | — | Country15 (13 Wo.)Country | mit Tammy Wynette                                                     |
| 1974 | The Telephone Call George & Tammy & Tina                                            | — | Country25 (12 Wo.)Country | „Tina & Daddy“                                                        |
| 1974 | The Grand Tour                                                                      | — | Country1 (17 Wo.)Country | eine Woche auf Platz 1                                                |
| 1974 | We Loved It Away George & Tammy & Tina                                              | — | Country8 (12 Wo.)Country | mit Tammy Wynette                                                     |
| 1974 | The Door The Best of George Jones                                                   | — | Country1 (13 Wo.)Country | eine Woche auf Platz 1                                                |
| 1974 | These Days (I Barely Get By) The Best of George Jones                               | — | Country10 (14 Wo.)Country |                                                                       |
| 1975 | God’s Gonna Get’cha (For That) George & Tammy & Tina                                | — | Country25 (13 Wo.)Country | mit Tammy Wynette                                                     |
| 1975 | Memories of Us                                                                      | — | Country21 (11 Wo.)Country |                                                                       |
| 1975 | I Just Don’t Give a Damn –                                                          | — | Country92 (4 Wo.)Country | B-Seite von Memories of Us                                            |
| 1976 | Golden Ring                                                                         | — | Country1 (15 Wo.)Country | mit Tammy Wynette eine Woche auf Platz 1                              |
| 1976 | You Always Look Your Best (Here in My Arms) The Battle                              | — | Country37 (9 Wo.)Country |                                                                       |
| 1976 | The Battle                                                                          | — | Country16 (12 Wo.)Country |                                                                       |
| 1976 | Her Name Is Alone Again                                                             | — | Country3 (16 Wo.)Country |                                                                       |
| 1976 | Near You Golden Ring                                                                | — | Country1 (16 Wo.)Country | mit Tammy Wynette zwei Wochen auf Platz 1                             |
| 1977 | Old King Kong I Wanta Sing                                                          | — | Country34 (8 Wo.)Country |                                                                       |
| 1977 | Southern California George Jones & Tammy Wynette – Greatest Hits                    | — | Country5 (13 Wo.)Country | mit Tammy Wynette                                                     |
| 1977 | If I Could Put Them All Together (I’d Have You) I Wanta Sing                        | — | Country24 (10 Wo.)Country |                                                                       |
| 1978 | Bartender’s Blues                                                                   | — | Country6 (14 Wo.)Country |                                                                       |
| 1978 | I’ll Just Take It Out in Love Bartender’s Blues                                     | — | Country11 (13 Wo.)Country |                                                                       |
| 1978 | Mabellene Double Trouble                                                            | — | Country7 (13 Wo.)Country | mit Johnny Paycheck                                                   |
| 1979 | Someday My Day Will Come Still the Same Ole Me                                      | — | Country22 (11 Wo.)Country |                                                                       |
| 1979 | You Can Have Her Double Trouble                                                     | — | Country14 (11 Wo.)Country | mit Johnny Paycheck                                                   |
| 1980 | He Stopped Loving Her Today I Am What I Am                                          | — | Country1 (19 Wo.)Country | eine Woche auf Platz 1                                                |
| 1980 | Two Story House Together Again                                                      | — | Country2 (14 Wo.)Country | mit Tammy Wynette                                                     |
| 1980 | When You’re Ugly Like Us (You Just Naturally Got to Be Cool) Double Trouble         | — | Country31 (9 Wo.)Country | mit Johnny Paycheck                                                   |
| 1980 | A Pair of Old Sneakers Together Again                                               | — | Country19 (11 Wo.)Country | mit Tammy Wynette                                                     |
| 1980 | I’m Not Ready Yet I Am What I Am                                                    | — | Country2 (17 Wo.)Country |                                                                       |
| 1980 | You Better Move On Double Trouble                                                   | — | Country18 (12 Wo.)Country | mit Johnny Paycheck                                                   |
| 1981 | If Drinkin’ Don’t Kill Me (Her Memory Will) I Am What I Am                          | — | Country8 (15 Wo.)Country |                                                                       |
| 1981 | Still Doin’ Time Still the Same Ole Me                                              | — | Country1 (17 Wo.)Country | eine Woche auf Platz 1                                                |
| 1982 | Same Ole Me Still the Same Ole Me                                                   | — | Country5 (19 Wo.)Country | mit Oak Ridge Boys                                                    |
| 1982 | C.C. Waterback A Taste of Yesterday’s Wine                                          | — | Country10 (19 Wo.)Country | mit Merle Haggard                                                     |
| 1982 | Yesterday’s Wine A Taste of Yesterday’s Wine                                        | — | Country1 (15 Wo.)Country | mit Merle Haggard eine Woche auf Platz 1                              |
| 1983 | Shine On (Shine All Your Sweet Love on Me) Shine On                                 | — | Country3 (19 Wo.)Country |                                                                       |
| 1983 | I Always Get Lucky with You Shine On                                                | — | Country1 (18 Wo.)Country | eine Woche auf Platz 1                                                |
| 1983 | Tennessee Whiskey Shine On                                                          | — | Country2 (22 Wo.)Country |                                                                       |
| 1984 | You’ve Still Got a Place in My Heart                                                | — | Country3 (19 Wo.)Country |                                                                       |
| 1984 | She’s My Rock Ladies’ Choice                                                        | — | Country2 (23 Wo.)Country |                                                                       |
| 1984 | Hallelujah, I Love You So Ladies’ Choice                                            | — | Country15 (16 Wo.)Country | mit Brenda Lee                                                        |
| 1984 | Size Seven Round (Made of Gold) Ladies’ Choice                                      | — | Country19 (18 Wo.)Country | mit Lacy J. Dalton                                                    |
| 1985 | Who’s Gonna Fill Their Shoes                                                        | — | Country3 (20 Wo.)Country |                                                                       |
| 1985 | The One I Loved Back Then (The Corvette Song) Who’s Gonna Fill Their Shoes          | — | Country3 (22 Wo.)Country |                                                                       |
| 1986 | Somebody Wants Me Out of the Way Who’s Gonna Fill Their Shoes                       | — | Country9 (21 Wo.)Country |                                                                       |
| 1986 | Wine Colored Roses                                                                  | — | Country10 (23 Wo.)Country |                                                                       |
| 1987 | The Right Left Hand Wine Colored Roses                                              | — | Country8 (23 Wo.)Country |                                                                       |
| 1987 | I Turn to You Wine Colored Roses                                                    | — | Country26 (18 Wo.)Country |                                                                       |
| 1987 | The Bird Too Wild Too Long                                                          | — | Country26 (14 Wo.)Country |                                                                       |
| 1988 | I’m a Survivor Too Wild Too Long                                                    | — | Country52 (10 Wo.)Country |                                                                       |
| 1988 | The Old Man No One Loves Too Wild Too Long                                          | — | Country63 (6 Wo.)Country |                                                                       |
| 1988 | If I Could Bottle This Up Friends in High Places                                    | — | Country43 (10 Wo.)Country | mit Shelby Lynne                                                      |
| 1988 | I’m a One Woman Man One Woman Man                                                   | — | Country5 (20 Wo.)Country |                                                                       |
| 1989 | The King Is Gone (So Are You) One Woman Man                                         | — | Country26 (13 Wo.)Country |                                                                       |
| 1989 | Writing on the Wall One Woman Man                                                   | — | Country31 (16 Wo.)Country |                                                                       |
| 1989 | Radio Lover One Woman Man                                                           | — | Country62 (6 Wo.)Country |                                                                       |
| 1991 | You Couldn’t Get the Picture And Along Came Jones                                   | — | Country32 (20 Wo.)Country |                                                                       |
| 1992 | She Loved a Lot in Her Time And Along Came Jones                                    | — | Country55 (14 Wo.)Country |                                                                       |
| 1992 | Honky Tonk Myself to Death And Along Came Jones                                     | — | Country60 (7 Wo.)Country |                                                                       |
| 1992 | I Don’t Need Your Rockin’ Chair Walls Can Fall                                      | — | Country34 (20 Wo.)Country |                                                                       |
| 1993 | Wrong’s What I Do Best Walls Can Fall                                               | — | Country65 (6 Wo.)Country |                                                                       |
| 1993 | High-Tech Redneck                                                                   | — | Country24 (20 Wo.)Country |                                                                       |
| 1994 | Never Bit a Bullet Like This High-Tech Redneck                                      | — | Country52 (10 Wo.)Country | mit Sammy Kershaw                                                     |
| 1994 | A Good Year for the Roses The Bradley Barn Sessions                                 | — | Country56 (7 Wo.)Country | mit Alan Jackson                                                      |
| 1995 | One                                                                                 | — | Country69 (4 Wo.)Country | mit Tammy Wynette                                                     |
| 1996 | Honky Tonk Song I Lived to Tell It All                                              | — | Country66 (6 Wo.)Country |                                                                       |
| 1999 | Choices Cold Hard Truth                                                             | — | Country30 (20 Wo.)Country |                                                                       |
| 1999 | The Cold Hard Truth Cold Hard Truth                                                 | — | Country45 (20 Wo.)Country |                                                                       |
| 2000 | Sinners & Saints Cold Hard Truth                                                    | — | Country55 (12 Wo.)Country |                                                                       |
| 2001 | The Man He Was The Rock: Stone Cold Country 2001                                    | — | Country47 (9 Wo.)Country |                                                                       |
| 2001 | Beer Run The Rock: Stone Cold Country 2001                                          | — | Country24 (20 Wo.)Country | mit Garth Brooks                                                      |
| 2002 | 50,000 Names The Rock: Stone Cold Country 2001                                      | — | Country55 (1 Wo.)Country |                                                                       |

### Gastbeiträge
| Jahr | Titel Album                                  | Höchstplatzierung, Gesamtwochen, AuszeichnungChartplatzierungen (Jahr, Titel, Album, Platzierungen, Wochen, Auszeichnungen, Anmerkungen) | Höchstplatzierung, Gesamtwochen, AuszeichnungChartplatzierungen (Jahr, Titel, Album, Platzierungen, Wochen, Auszeichnungen, Anmerkungen) | Anmerkungen                          |
| Jahr | Titel Album                                  | US | Country | Anmerkungen                          |
| ---- | -------------------------------------------- | --- | --- | ------------------------------------ |
| 1983 | We Didn’t See a Thing Friendship             | — | Country6 (18 Wo.)Country | mit Ray Charles und Chet Atkins      |
| 1990 | A Few Ole Country Boys Heroes & Friends      | — | Country8 (20 Wo.)Country | mit Randy Travis                     |
| 2000 | A Country Boy Can Survive (Y2K Version) Yes! | US75 (3 Wo.)US | Country30 (13 Wo.)Country | mit Chad Brock und Hank Williams Jr. |
| 2005 | 4th of July Put the "O" Back in Country      | — | Country26 (26 Wo.)Country | mit Shooter Jennings                 |
| 2011 | Country Boy Town Line (EP)                   | US87 Platin · (2 Wo.)US | Country50 (19 Wo.)Country | mit Aaron Lewis und Charlie Daniels  |

## Die bedeutendsten Auszeichnungen
| Jahr | Org.                                           | Award                                          | Titel                                          |
| ---- | ---------------------------------------------- | ---------------------------------------------- | ---------------------------------------------- |
| 1980 | ACM                                            | Single Of The Year                             | He Stopped Loving Her Today                    |
| 1980 | ACM                                            | Song Of The Year                               | He Stopped Loving Her Today                    |
| 1980 | ACM                                            | Top Male Vocalist                              |                                                |
| 1980 | CMA                                            | Male Vocalist Of The Year                      |                                                |
| 1980 | CMA                                            | Single Of The Year                             | He Stopped Loving Her Today                    |
| 1980 | Grammy                                         | Best Male Country Vocal Performance            | He Stopped Loving Her Today                    |
| 1981 | CMA                                            | Male Vocalist Of The Year                      |                                                |
| 1981 | TNN                                            | Single Of The Year                             | He Stopped Loving Her Today                    |
| 1981 | TNN                                            | Top Male Vocalist                              |                                                |
| 1985 | ACM                                            | Video Of The Year                              | Who’s Gonna Fill Their Shoes                   |
| 1986 | CMA                                            | Music Video Of The Year                        | Who’s Gonna Fill Their Shoes                   |
| 1998 | CMA                                            | Vocal Event Of The Year                        |                                                |
| 1999 | Grammy                                         | Best Male Country Vocal Performance            | Choices                                        |
| 2001 | CMA                                            | Vocal Event Of The Year                        |                                                |
| 2008 | Kennedy Center Honors for lifetime achievement | Kennedy Center Honors for lifetime achievement | Kennedy Center Honors for lifetime achievement |

1992 wurde Jones in die Country Music Hall of Fame aufgenommen.